# 曽根悟
曽根 悟（そね さとる、1939年〈昭和14年〉4月23日 - ）は日本の工学者・鉄道技術者。東京大学名誉教授。専門は電気工学・交通システム工学・パワーエレクトロニクス。鉄道に関する著作・発言を広範に行う。工学院大学教授、西日本旅客鉄道（JR西日本）社外取締役を歴任。

## 経歴
- 1939年（昭和14年）- 東京府（現・東京都）に生まれる[1]。
- 1958年（昭和33年）- 東京教育大学附属駒場高等学校卒業。
- 1962年（昭和37年）- 東京大学工学部電気工学科卒業[1]。
- 1967年（昭和42年）-工学博士号取得[1]、東京大学助教授。
- 1984年（昭和59年）-東京大学工学系研究科電気工学専攻教授。
- 2000年（平成12年）-東京大学定年退職[1]、工学院大学教授[1]。
- 2005年（平成17年）-西日本旅客鉄道（JR西日本）の社外取締役に就任[1][2]
- 2007年（平成19年）-工学院大学教授を定年退職[1]、同大学エクステンションセンター長就任[3]
- 2013年（平成25年）-JR西日本社外取締役を退任[4]。
- 2018年（平成30年）-秋の叙勲で瑞宝中綬章を受章[1][5]。

## 人物
1957年5月30日に日本国有鉄道（国鉄）鉄道技術研究所（現：鉄道総合技術研究所）がその創立50周年記念講演会の席で、東京 - 大阪間3時間の超特急列車構想に関する講演を行い、これがきっかけとなって新幹線のプロジェクトがスタートした。この講演を当時高校3年生であった曽根が聴いて、信号保安に関する話が分からなかったため、電気工学を専攻するきっかけとなった、と東京大学最終講義で語っている（外部リンク参照）。その後、卒論・修士の研究で新幹線に関わっている。
電車はロングシートではなくクロスシートにすべきであると主張し、その影響で東海旅客鉄道（JR東海）社長（当時）の須田寬が「今後はクロスシートで造る」と発言した、とされる。ただし実際には須田の社長退任後はJR東海の電車でもロングシート車両（313系2500番台など）が製造されている。
リニアモータ地下鉄や、日本鉄道技術協会が開発した軽快電車などの設計に携わっている。その時の経験から、摩擦に頼った機械的なブレーキをバックアップのみに用いて、通常はすべて電気的な手段でブレーキを行う純電気ブレーキの研究を始めている。
鉄道ダイヤに関する研究にも取り組んでいる。都市圏鉄道における停車駅パターンの最適化や、電力システムを考慮した上でエネルギー消費を最小にするダイヤの検討などを行っている。
2021年現在、『鉄道ピクトリアル』誌（電気車研究会）編集委員。

## 著書
- 『新しい鉄道システム -交通問題解決への新技術-』オーム社 1987年 ISBN 978-4274021343
- 『電気回路の基礎』昭晃堂 1986年 ISBN 978-4785611545
- 『サイリスタ回路の見方・考え方』オーム社 1975年
- 『モータの事典』 朝倉書店 2007年 ISBN 978-4254221497
- 『新幹線50年の技術史』講談社〈ブルーバックス〉 2014年 ISBN 978-4-06-257863-9
- 「中央本線」『週刊 歴史でめぐる鉄道全路線 国鉄・JR』第5号、朝日新聞出版、2009年8月9日。（監修）

他、寄稿・投稿多数